# Myotis dominicensis
Myotis dominicensis es una especie de murciélago de la familia Vespertilionidae.

## Distribución geográfica
Se encuentra en Dominica y Guadalupe.